# Salvatore Calandruccio
Salvatore Calandruccio (Taormina, 25 dicembre 1855 – Fiumefreddo di Sicilia, 31 marzo 1908) è stato un chirurgo ed entomologo italiano.

## Biografia
Condusse con Giovanni Battista Grassi e Giovanni Noè studi rilevanti per il progresso della parassitologia.
Grassi pubblicò a suo nome il risultato delle ricerche comuni effettuate, per le quali ricevette dei riconoscimenti tra cui, nel 1896, la Medaglia Darwin sulla relazione fra malaria e zanzare. Il contributo di Salvatore Calandruccio, che si appellò contro il mancato riconoscimento, fu riconosciuto grazie a Vincenzo Rao.
Giannetto S. 1998 Scienziati dimenticati Salvatore Calandruccio I Parassiti dei Siciliani ed La Sicilia 5 Aprile 1998

## Opere
Calandruccio è autore di tre testi:
- Descrizione degli embrioni e delle larve della Filaria recondita (Grassi), Atti dell'Accademia Gioenia di Scienze Naturali in Catania, (1892).
- Anatomia e sistematica di due specie nuovo di Turbellarie, Atti dell'Accademia Gioenia di Scienze Naturali in Catania, (1897).
- Sul ramo laterale del trigemino nei Mutenoidi, Atti dell'Accademia Gioenia di Scienze Naturali in Catania, (1897).